# 琴子 (1994年生の女優)
琴子（ことこ、1994年3月27日 - ）は、日本の女優、モデルである。長崎県出身。身長161cm。株式会社TRUNK所属。

## 略歴
プライベートでやっていたInstagramを見た事務所関係者に声をかけられ、その後正式な所属オーディションに合格し、芸能活動を開始する。

## 人物
大学ではグラフィックデザインを専攻しており、チラシや作品展のポスターのデザインを行っていた。昔から創作を好み、学生時代も美術が得意だったという。大学時代からももいろクローバーZが好きで、ドルオタな一面もある。

## 出演

### テレビドラマ
- レンタルなんもしない人 第2話（2020年4月16日、テレビ東京）

### TVCM・広告
- TOKIO インカラミ ヘアケアーシリーズ TVCM（2018年）
- JENNY CLINIC イメージキャラクター（2018年）
- 日昇堂「日光ラスク」CM メインキャスト（2018年）
- テレビ朝日インフォマーシャル「CLCコーポレーション」(2018年)
- 資生堂IRインナームービー（2018年）
- HONDA「Bikeof HONDA」TVCM（2019年)
- 「Orbi横浜」施設紹介映像（2019年）
- 「中電シーティーアイ」 TVCM（2019年）